# Lina Richter
Lina Anna Richter, geb. Oppenheim (* 1. August 1872 vermutlich in Berlin-Wannsee; † 17. August 1960 in Falkenstein im Taunus), war eine deutsche Pädagogin und Lehrerin.

## Leben
Lina Richter war die einzige Tochter der vier Kindern des Bankiers Benoit Oppenheim (1842–1931) und dessen Frau Lina Louise, geb. von Saucken-Tarputschen. Sie stammte aus der jüdischen Familie Oppenheim, welche zunächst in Königsberg (Preußen), später in Berlin ansässig, mit den Mendelssohns und Warschauers verwandt, zu deren Vertretern unter anderem der Agfa-Direktor Franz Oppenheim gehörte.
1897 verlobte sie sich mit dem Philosophen Raoul Richter. Nach der Hochzeit zog Lina Richter zu ihrem Ehemann nach Leipzig, der seit dem Wintersemester 1898/1899 Philosophiegeschichte und Praktische Philosophie an der Universität Leipzig unterrichtete. 1904 wurde er zum außerordentlichen Professor der Philosophischen Fakultät ernannt. 1910 zwang ihn eine schwere Krankheit zur Niederlegung seiner Arbeit. Er verstarb 1912 an den Folgen der Erkrankung.
Nach dem Tod ihres Ehemanns zog Lina Richter zurück nach Berlin-Wannsee. Die Witwe gab hinterlassene Essays ihres Mannes heraus, ansonsten konzentrierte sie sich neben der Erziehung ihrer Kinder auf die Arbeit in der 1911 gegründeten konservativen Deutschen Vereinigung für Frauenstimmrecht. Hier entstand eine rege Freundschaft mit der Lyrikerin und Frauenrechtlerin Ida Dehmel und Kontakte zu verschiedenen Persönlichkeiten des Berliner Künstlerzirkels. Bildhauer Georg Kolbe porträtierte sie.
Während des Ersten Weltkrieges unterstützte Lina Richter mehrere soziale Einrichtungen, wie ein von der Familie Oppenheim gestiftetes Lazarett und den Frauenausschuss der Hamburgischen Kriegshilfe. Zudem engagierte sie sich durch Sach- und Geldspenden an Privatpersonen und die Kriegshilfe Groß-Berlin.
Mitte der 1920er-Jahre zog Lina Richter nach Salem unweit des Bodensees, um dort im Internat Schloss Salem als Lehrkraft tätig zu sein. Ihre Kinder gehörten zu den ersten Schülern. Die enge Verbindung zu Kurt Hahn und die eigenen jüdischen Wurzeln der Familie erschwerten das Leben ab den späten 1920er-Jahren zunehmend. Briefe der Tochter Eveline Schütte an ihre Mutter aus Belgien berichten bereits 1932 vom Misstrauen der ausländischen Presse gegenüber dem zukünftigen Reichskanzler Adolf Hitler und den antisemitischen Vorurteilen ihrer Schwiegermutter.
Die Zeit des Nationalsozialismus sorgte schließlich für ungünstige Bedingungen der Salemer Schüler auf dem Arbeitsmarkt. Kurt Hahn, der Jude war, wurde bereits im März 1933 verhaftet und musste im Juli des Jahres nach Großbritannien emigrieren. Im selben Jahr verlor auch Lina Richter ihre Lehrerlaubnis. Ihre Familie war schon in den 1920er-Jahren aus nicht belegten Gründen in finanzielle Nöte geraten. 1930 zog ihr Vater den Verkauf der Villa Oppenheim in Heringsdorf in Betracht. Diese wurde dann durch die Nazis enteignet und als Ortszentrale der NSDAP genutzt.
Lina Richter starb am 17. August 1960 und wurde in Falkenstein Taunus beerdigt.

## Familie
Mit Raoul Richter hatte Lina fünf Kinder:
- Gustav Benoit Richter (* 26. August 1899; 22. September 1971)
- Curt (Büdich) Richter (* 24. Dezember 1900; † 1988)
- Eveline Richter (* 20. November 1904) ⚭ 1930 Herbert Schütte
- Leo Richter (* 16. August 1906)
- Roland Raoul Richter (* 26. Januar 1909; † 1995)